# Escrita Todhri
A Escrita Todhri teria sido criada por Theodor ou Todhri Haxhifilipi (1730-1805) de Elbasan na Albânia Central, não se sabendo, porém, nem a data real de sua criação, nem quais teriam sido as fontes de inspiração para tal. 
Essa escrita de 52 símbolos alfabéticos, dos quais sete são para vogais, foi referida em algumas obras, dentre as quais alguns escritos (Albanesische Studie, 1854) de Johann Georg von Hahn (1811-1869), cônsul austríaco em Janina, o qual o descobriu e o chamou de “o original” alfabeto albanês. Ele acreditava que essa escrita seria uma evolução do alfabeto fenício (com o qual guarda alguma semelhança), embora Leopold Geitler (1847-1885) o via como tendo base no Latim cursivo. 
Essa escrita teve algum uso não muito extensivo na região de Elbasan no final do século XVIII. Não era adequadamente aplicável à língua albanesa. 